# 瓜马焦雷
瓜马焦雷（義大利語：Guamaggiore），是意大利撒丁大区南撒丁省的一个市镇。总面积16.84平方公里，人口1045人，人口密度62.1人/平方公里（2009年）。ISTAT代码为092030。